# Данська абетка
Абетка данської мови ґрунтується  на латиниці та складається з 29 літер, це 26 літер латинської абетки та букви Ææ, Øø, Åå. Букви Qq, Ww, Xx, Zz трапляються лише в іноземних словах. Данська абетка ідентична норвезькій.
| Літера | Назва літери |
| ------ | ------------ |
| Аа     | а'           |
| Bb     | be'          |
| Cc     | se'          |
| Dd     | de'          |
| Ee     | e'           |
| Ff     | εf           |
| Gg     | ge'          |
| Hh     | hɔ'          |
| Ii     | i'           |
| Jj     | jɔð          |
| Kk     | kʰɔ'         |
| Ll     | εl           |
| Mm     | εm           |
| Nn     | εn           |
| Oo     | o'           |
| Pp     | pʰe'         |
| Qq     | kʰu'         |
| Rr     | εɹ           |
| Ss     | εs           |
| Tt     | tʰe'         |
| Uu     | u'           |
| Vv     | ve'          |
| Ww     | dɔbəldve'    |
| Xx     | εgs          |
| Yy     | y'           |
| Zz     | sεd          |
| Ææ     | ε'           |
| Øø     | ø'           |
| Åå     | ɔ'           |

Літера Å å була введена в данський алфавіт орфографічною реформою 1948 року. До цієї реформи замість å використовували буквенний диграф аа. У наш час деякі данські газети, а також деякі книжкові видавництва продовжують використовувати цей диграф.
Диграф Аа, аа зберігається й понині у власних іменах. Для прикладу Aage, Aase.
У данських географічних назвах колишні назви залишалися до недавнього часу, наприклад, Aarhus, Aalborg, Faaborg.
Реформа 1948 року скасувала написання іменників із великої літери. Із великої літери тепер пишуться лише власні іменники, або іменники, що вживаються для позначення власної назви, а також такі займенники: I, De, Dem, Deres, Eder, Eders.

## Передача українською мовою
Інструкція з передачі українською мовою географічних назв і термінів Данії. 
(Затверджено наказом Державної служби геодезії, картографії та кадастру від 10 березня 2006 р. № 20)
Оскільки данська абетка ідентична норвезькій, то див. також:
Інструкція з передачі українською мовою географічних назв і термінів Норвеґії. 
(Затверджено наказом Державної служби геодезії, картографії та кадастру від 04 жовтня 2006 р. № 101)